# Isabel Santaló
Isabel Martínez Ruiz (Córdoba, 7 de noviembre de 1923-Madrid, 2017), conocida artísticamente como Isabel Santaló, fue una pintora española, perteneciente a las primeras generaciones de mujeres del arte de vanguardia y una de las pioneras en el arte de la restauración.

## Trayectoria
Nacida en 1923 en Córdoba en una familia acomodada. Se formó en el Centro de Artes y Oficios de Córdoba y en la Escuela Superior de Bellas Artes de Santa Isabel de Hungría, en Sevilla, y en la Real Academia de Bellas Artes de San Fernando de Madrid. Se formó con el pintor Daniel Vázquez Díaz y el escultor Ángel Ferrán, entre otros artistas. Trabajó en el taller del escultor Francisco Barón. Tras ello, aprendió la técnica de restauración de pintura y estudió el arte oriental entre 1969 y 1972. Pasó también por la Escuela de Bellas Artes de Madrid, el Instituto Central de Restauración de Roma, el Museo del Louvre y el taller de Emily Rostain de París y el MoMA en Nueva York.
Como pionera del arte de la restauración, fue llamada para trabajar en el Instituto de Restauración de Madrid durante un año. Santaló perteneció a una de las primeras generaciones de mujeres que se dedicó al arte de vanguardia, desarrollando su actividad artística principalmente entre las décadas de 1940 y 1970.
Realizó exposiciones en ciudades como París, Milán, Estocolmo o Miami, entre ellas doce individuales, como la de 1958 en el Ateneo de Madrid. También participó en once exposiciones colectivas, entre ellas una de 1962 en la Galería Biosca, uno de los espacios precursores de la renovación artística surgida en el Madrid de la posguerra, y otra de 1964 celebrada en el Palacio de Exposiciones del Retiro. En esa época, también estuvo presente en la muestra de Estampa Popular celebrada en la Sociedad Española de Amigos del Arte junto a otros artistas como María Antonia Dans, Carmen Laffón, Menchu Gal, Maruja Moutas, Carmen Vives, María Victoria de la Fuente, Francisco Lozano, Cristino Mallo, Ángel Ferrant, José Caballero o Francisco Mateos entre otros.
En 1975, fue una de las artistas incluidas en la exposición celebrada con motivo del Año Internacional de la Mujer en el Palacio de Fuensalida de Toledo, La mujer en la cultura actual, en la que participaron las artistas Gloria Alcahud, Elena Asins, Amalia Avia, Isabel Baquedano, Lola Bosshard, Teresa Eguíbar, Juana Francés, M.ª Victoria de la Fuente, Menchu Gal, Montserrat Gudiol, Concha Hermosilla, Begoña Izquierdo, Sofía Morales, María Moreno, Aurelia Muñoz Ventura, Paz Muro, Águeda de la Pisa, Isabel Pons, María Asunción Raventós, Pepi Sánchez, María Antonia Sánchez Escalona, Elena Santonja, Soledad Sevilla,  Aurora Valero Cuenca, Emilia Xargay, Elvira Alfageme, Regla Alonso Miura, Elena Álvarez Laverón, Pilar de Coomonte, Carmen Cullén, María Antonia Dans, María Droc, Michele Lescure, Gloria Merino, Juana Pueyo, Susana Rolando y M.ª Teresa Spínola.
En 2007, en la Casa Luis de Góngora de su ciudad natal se realizó la exposición, "Isabel Santaló, su camino a la abstracción", que recorría su trayectoria desde la temprana figuración hasta la abstracción de sus últimas obras. En 2012, se realizó otra muestra retrospectiva de la obra de Santaló, "Atrapar la vida".
Isabel Santaló falleció en su casa de Madrid en 2017.

## Legado
En 2020, la Universidad de Córdoba realizó la exposición Tradición y ruptura, con obras de la colección Begara de varios artistas, como Santaló, Julia Hidalgo, Pedro Bueno, Rafael Álvarez Ortega, Cristóbal Ruiz Pulido, Ismael González de la Serna o Mª Teresa García López, entre otros.
En 2022, se estrenó la película La visita y un jardín secreto, de la realizadora Irene M. Borrego, que rescata la memoria de la pintora Isabel Santaló a través de su propio testimonio y del de otros como el del artista Antonio López, que reconoce su trayectoria a pesar del silencio e incomprensión al que se enfrentó, como le sucediera a otras artistas de su generación. Antonio López dice “La pintura de Isabel era luminosa y seca, de formas simples, un poco áspera, honesta y auténtica.”

## Reconocimientos
En 1957 fue reconocida con el premio de la Diputación Provincial de Albacete en la Exposición Nacional de Bellas Artes. Entre 1957 y 1968 le fueron concedidas cinco becas de estudio en varios países: en 1957 en el Ministerio de Educación de Italia; en 1958 en la Dirección General de Relaciones Culturales del Ministerio de Relaciones Exteriores; en 1960 en la Fundación Juan March; y en 1968 en el Instituto Internacional de Educación de Nueva York. Críticos como Vicente Aguilera Cerni o escritores como José Manuel Caballero Bonald escribieron ensayos elogiando su obra.
En 2007, con motivo del Día Internacional de la Mujer, se realizó una exposición antológica de la obra de Santaló en Córdoba. La película La Visita y Un Jardín secreto, de la que Santaló es protagonista, fue premiada con la Biznaga de Plata a la Mejor Dirección y la Biznaga de Plata Premio del Público Documental del Festival de Málaga, el Premio al Mejor Largometraje de Sección Oficial en el Festival Internacional de Cine de Murcia (IBAFF), el Premio del Público en Documenta Madrid, el Premio Nacional de Sección Oficial en el Festival L’Alternativa y también fue reconocido en Doclisboa.